# آسیمبولی درد
افرادی که به عارضه مغزی «آسیمبولی درد» مبتلا هستند، به‌طور طبیعی به درد واکنش ناخوشایندی نشان نمی‌دهند بلکه در مقابل تحریک درد، می‌خندند. مبتلایان به این عارضه، درد را حس می‌کنند و می‌توانند شدت و کیفیت آن را توصیف کنند اما در کمال تعجب حس ناخوشایندی نسبت به آن ندارند!
افراد مبتلابه عارضه «آسیمبولی درد»، بدون گیرنده‌های درد متولد می‌شوند و طبیعتاً دردهم نمی‌کشند اما در عوض در واکنش به عامل محرکی که برای همه مردم ناخوشایند و دردناک است لبخند زده یا می‌خندند.